# Тріскач Сергій Миколайович
Тріскач Сергі́й Микола́йович — учасник Афганської війни 1979–1989 років, проживає в місті Київ.
Голова Дніпровського районного відділення спілки ветеранів Афганістану.

## Нагороди
- орден Червоної Зірки
- орден «За заслуги» III ступеня (13.2.2015)